# Funktionsverbgefüge
Als Funktionsverbgefüge (FVG; auch Schwellform oder Streckform oder engl. support verb constructions (SVC), frz. verbes supports genannt) werden in der Linguistik Verbkonstruktionen bezeichnet, in denen die Bedeutung (der semantische Gehalt) weitgehend vom Verb auf ein Substantiv verlagert wird und das Verb selbst lediglich als Funktionsverb fungiert.

## Definitionen
Die Übergänge zwischen Funktionsverbgefügen einerseits und Verbindungen von Vollverbvarianten mit gewöhnlichem Objekt anderseits sind fließend. Dementsprechend ist die Definition von Funktionsverbgefüge uneinheitlich.
- Für Peter Eisenberg muss das Funktionsverb mit einer Präpositionalgruppe verbunden sein.[2]
- Für die Dudengrammatik kann das Funktionsverb überdies mit einem Akkusativobjekt verknüpft sein, das Substantiv muss aber deverbal sein.[3]
- Für Gerhard Helbig und Joachim Buscha sind Funktionsverben diejenige „Gruppe von Verben, […] die in einer bestimmten Verwendung im Satz das Prädikat nicht allein ausdrücken“; dementsprechend „besteht ein Funktionsverbgefüge aus einem Funktionsverb und einem nominalen Bestandteil, […] die beide zusammen eine semantische Einheit darstellen und als solche ein Prädikat bilden“. Sie sehen damit den Begriff des Funktionsverbgefüges am umfassendsten.[4]

Funktionsverbgefüge mit Präpositionalobjekt werden wie ein einfaches Vollverb mit nicht negiert, es heißt Er setzte die Maschine nicht in Betrieb, nicht etwa *Er setzte die Maschine in keinen Betrieb. Sie haben auch eine beschränkte Morphosyntax; so ist ausgehend vom Satz Helga bringt ihre Überzeugung zum Ausdruck eine Pronominalisierung wie *Helga bringt ihre Überzeugung zu ihm oder eine Frage wie *Wozu bringt Helga ihre Überzeugung? nicht möglich. Desgleichen kann der nominale Bestandteil des Funktionsverbgefüges – anders als ein Objekt oder eine Adverbialbestimmung – nicht durch ein Pronomen pronominalisiert werden, ein Satz wie *Er gab sie [nämlich die Antwort] dem Kind ist ungrammatisch. Die Autosemantik (selbständige Bedeutung) des Funktionsverbs ist stark reduziert; so liegt bei Er bringt das Stück zur Aufführung anders als bei Er bringt die Kreide zur Tafel keinerlei Ortsveränderung vor.
Dieser Artikel geht im Folgenden vom erweiterten Begriff des Funktionsverbgefüges aus.

## Beispiele
Funktionsverbgefüge bestehen meist entweder
- aus einem Funktionsverb und einem Präpositionalobjekt oder
- aus einem Funktionsverb und einem Nominativobjekt oder
- aus einem Funktionsverb und einem Akkusativobjekt oder
- aus einem Funktionsverb und einem Dativobjekt oder
- aus einem Funktionsverb und einem Genitivobjekt.

In der deutschen Gegenwartssprache wird am häufigsten das FVG mit einem Präpositionalobjekt belegt. Funktionsverben sind dabei Vollverben, die ihre ursprüngliche Bedeutung innerhalb des Funktionsverbgefüges weitgehend eingebüßt haben und das Prädikat nicht länger alleine bilden können.
Beispiele für FVG mit Präpositionalobjekt
- zur Anzeige bringen: Herr Meier brachte den Diebstahl zur Anzeige.
- in Kraft treten: Das Gesetz tritt heute in Kraft.
- in Erwägung ziehen: Sie zogen eine Reise in den Orient in Erwägung.

Beispiele für FVG mit Nominativobjekt
- Übereinstimmung bestehen: Es steht fest, dass zwischen Plagiat und Original hundertprozentige Übereinstimmung besteht.
- als … fungieren:  das Verb selbst fungiert lediglich als Funktionsverb.

Beispiele für FVG mit Akkusativobjekt
- Nachricht geben: Peter gab Maria Nachricht.
- Verzicht leisten

Beispiel für FVG mit Dativobjekt
- einer Prüfung unterziehen: Der Student muss sich einer Prüfung unterziehen.

Beispiel für FVG mit Genitivobjekt
- der Meinung sein: Ich bin der Meinung, man spricht schneller als man denkt.

## Leistung und Stilistik
Peter Eisenberg umschreibt die Leistung der Funktionsverbgefüge wie folgt: „Die Funktionsverbgefüge schließen lexikalische Lücken, sie erlauben besondere Thema-Rhema-Beziehungen und sie ermöglichen bestimmte Passivumschreibungen. Ihre eigentliche Leistung besteht jedoch in der Kausativierung und der Signalisierung von Aktionsarten.“ Im Satz Die Regierung bringt den Gesetzesentwurf zur Entscheidung wird deutlich, dass der Gesetzesentwurf sich in Richtung Entscheidung bewegt und die Regierung den Sachverhalt kontrolliert.
Allerdings führt der übermäßige Gebrauch – zum Beispiel in der Verwaltungssprache – zu hölzernen und wenig lebendig wirkenden Texten. Dieser sogenannte Nominalstil wird von Sprachstilisten gerne kritisiert. Wolf Schneider äußerte sich differenziert zur Frage der Stilistik:
„in Erwägung ziehen, Verzicht leisten, Stimmenthaltung üben […]: Warum erwägen, verzichten, enthalten wir uns nicht? Enthalten wir uns also!“ […]
„Andere Streckverben hingegen erfüllen einen Zweck: ‚Jemanden zur Verzweiflung bringen‘ ist mit einem Wort nicht auszudrücken; auch für ‚Erfolg haben‘ besitzen wir kein Verb […]. Statt des akademischen Modeworts thematisieren empfiehlt sich sogar ein Streckverbum wie ‚zum Thema machen‘, ‚ein Thema daraus machen‘, ‚zur Sprache bringen‘ – falls man nicht einfach ‚aufgreifen‘ oder ‚drüber reden‘ sagen will […].“